# Vialfrè

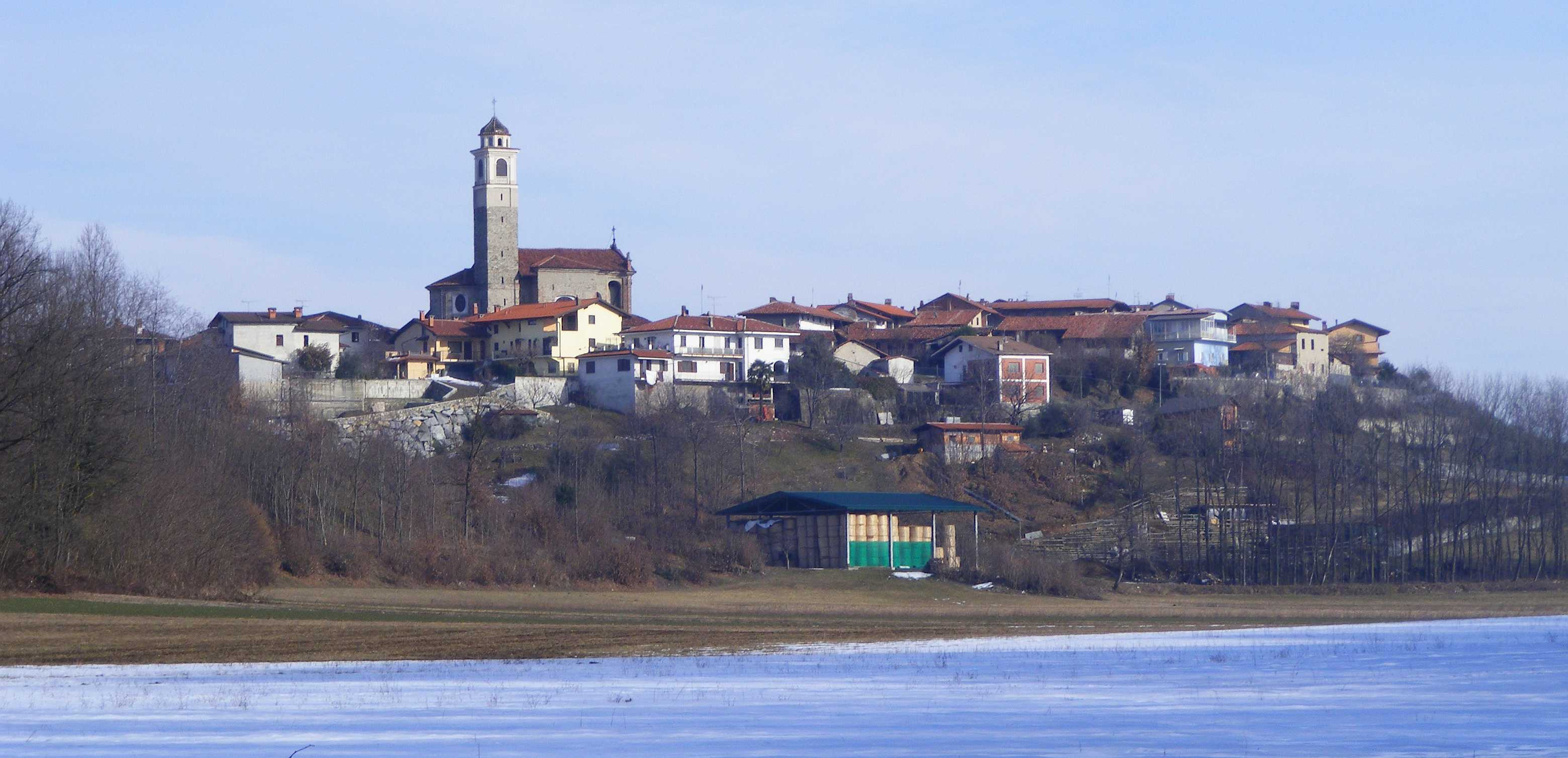
Panorama de Vialfrè

Vialfrè es una localidad y comune italiana de la provincia de Turín, región de Piamonte, con 229 habitantes.

## Evolución demográfica
| Gráfica de evolución demográfica de Vialfrè entre 1861 y 2001 |
|                                                               |
| Fuente ISTAT - elaboración gráfica de Wikipedia               |